# 悪女の構図
『悪女の構図』（あくじょのこうず、Buried Alive）は、1990年のアメリカ合衆国のスリラーホラーテレビ映画。フランク・ダラボン監督、ティム・マシスン、ジェニファー・ジェイソン・リー、ウィリアム・アザートン、ホイト・アクストン出演。日本では『天国からの復讐』というタイトルでテレビ放送された。

## キャスト
| 役名                                       | 俳優                           | 日本語吹替   |
| 役名                                       | 俳優                           | テレビ東京版 |
| ------------------------------------------ | ------------------------------ | ------------ |
| クリント・グッドマン                       | ティム・マシスン               | 大滝寛       |
| ジョアンナ・グッドマン                     | ジェニファー・ジェイソン・リー | 松本梨香     |
| コートランド・”コルト”・ヴァン・オーウェン | ウィリアム・アザートン         | 江原正士     |
| 保安官サム                                 | ホイト・アクストン             | 藤本譲       |
| クイントン                                 | ジェイ・ガーバー               |              |
| ビル・スコービー                           | ウェイン・グレイス             |              |
| レイノルズ                                 | ドナルド・ホットン             |              |
| アール                                     | ブライアン・リビー             |              |
| ヘレン                                     | ペグ・シャーリー               |              |
| ビリー                                     | デヴィッド・ユーズ             |              |

## スタッフ
- 監督：フランク・ダラボン
- 脚本：マーク・パトリック・カルドゥッチ
- 原案：デヴィッド・A・デイヴィス
- 製作：ニキ・マーヴィン（英語版）
- 撮影監督：ジャック・ヘイトキン（英語版）
- プロダクションデザイナー：ジョン・クレンス・ラインハート・Jr
- 編集：リチャード・G・ヘインズ
- 衣裳デザイン：サーニャ・ミルコヴィック・ヘイズ
- 音楽：ミシェル・コロンビエ
- 吹替翻訳：徐賀世子
- 吹替演出：百瀬浩二
- 吹替効果：VOX
- 吹替調整：高橋久義
- 吹替製作：グロービジョン

## 製作
製作費は$2,000,000で、企画段階のタイトルはTill Death Do Us Partだった。
『ヴァンパイア/最期の聖戦』のために収録されたジョン・カーペンターのオーディオ・コメンタリーによると、監督のダラボン（カーペンターとはとても親しい友人で、ダラボンはヴァンパイア/最期の聖戦にカメオ出演している）からトラックドライバー役で出演するか尋ねられたという。カーペンターは申し出を断り、理由として誰かを殺すか美女とベッドに入る役割以外は演じないと述べた。

## 続編
1997年にアリー・シーディ主演の『生埋』が製作された。監督は本作の主演を務めたティム・マシスンで脇役としても出演しており、本作からの出演者は彼とアール役のブライアン・リビーだけである。この作品はストーリーは本作と似ているが、主人公の性別が転換されている。